# Mistrovství Evropy v judu 1981
Mistrovství Evropy mužů se konalo v Debrecínu, Maďarsko 15.-17. května 1981 a Mistrovství Evropy žen se konalo v Madridu, Španělsko 27.-29. března 1981.

## Výsledky
Muži
| Kategorie | Zlato                     | Stříbro                    | Bronz                           | Bronz                     |
| --------- | ------------------------- | -------------------------- | ------------------------------- | ------------------------- |
| -60 kg    | Andrzej Dziemianiuk (POL) | Arpád Szabó (ROU)          | Eric Maurel (FRA)               | Pavel Petřikov (TCH)CZE   |
| -65 kg    | Constantin Niculae (ROU)  | Thierry Rey (FRA)          | Sergio Cardell (ESP)            | Josef Reiter (AUT)        |
| -71 kg    | Karl-Heinz Lehmann (GDR)  | Sándor Nagysolymosi (HUN)  | Ilijan Nedkov (BUL)             | Simion Toplicean (ROU)    |
| -78 kg    | Georgi Petrov (BUL)       | Roman Novotný (TCH)CZE     | Andrzej Sadej (POL)             | Šota Chabareli (URS)GEO   |
| -86 kg    | Davit Bodaveli (URS)GEO   | Bernard Tchoullouyan (FRA) | Wolfgang Frank (FRG)            | János Gyáni (HUN)         |
| -95 kg    | Roger Vachon (FRA)        | Tengiz Chubuluri (URS)GEO  | Ulf Rettig (GDR)                | Robert Van de Walle (BEL) |
| +95 kg    | Grigorij Veričev (URS)RUS | Dimitar Zaprjanov (BUL)    | Alexander von der Groeben (FRG) | Laurent Del Colombo (FRA) |

Ženy
| Kategorie | Zlato                      | Stříbro                      | Bronz                       | Bronz                       |
| --------- | -------------------------- | ---------------------------- | --------------------------- | --------------------------- |
| -48 kg    | Birgit Friedrichová (FRG)  | Anna De Novellisová (ITA)    | Karen Briggsová (GBR)       | Verona Nađová (YUG)SRB      |
| -52 kg    | Edith Hrovatová (AUT)      | Loretta Doyleová (GBR)       | Sacramento Moyanová (ESP)   | Erika van Weyenová (NED)    |
| -56 kg    | Gerda Winklbauerová (AUT)  | Andrea Solbachová (FRG)      | Laura Zimbarová (ITA)       | Liesbeth Beeksová (NED)     |
| -61 kg    | Ann Hughesová (GBR)        | Laura Di Tomaová (ITA)       | Martine Rottierová (FRA)    | Ingrid Bergová (FRG)        |
| -66 kg    | Marie-France Milová (BEL)  | Alexandra Schreiberová (FRG) | Edith Simonová (AUT)        | Agneta Anderssonová (SWE)   |
| -72 kg    | Jocelyne Triadouová (FRA)  | Barbara Claßenová (FRG)      | Ingrid Berghmansová (BEL)   | Karin Poschová (AUT)        |
| +72 kg    | Margherita De Calová (ITA) | Christiane Kieburgová (FRG)  | Véronique Vigneronová (FRA) | Marjolein van Unenová (NED) |